# Santi Agostino, Francesco, Benedetto e un santo vescovo
I Santi Agostino, Francesco, Benedetto e un santo vescovo è un dipinto a tempera su carta, applicata su tela (142,2x100,3 cm) attribuito al pittore italiano Filippo Lippi, databile al 1452-1464 circa e conservato, dal 1917, nel Metropolitan Museum of Art di New York.

## Storia e descrizione
Osvald Sirén la ritenne ala destra di una pala d'altare, contemporanea agli affreschi eseguiti da Lippi a Prato, e ricollegabile alla Visione di sant'Agostino del Museo dell'Ermitage di San Pietroburgo e con Le storie di san Nicola della predella dell'Annunciazione in San Lorenzo a Firenze.
L'attribuzione al Lippi o alla sua bottega è controversa, per la mancanza di documenti e per le cattive condizioni di conservazione del dipinto. Taluni ritengono che Lippi abbia eseguito il disegno complessivo, affidando l'esecuzione pittorica agli allievi, altri riconoscono la mano dell'artista nelle teste dei santi inginocchiati.